# Andreu Plaza
Andreu Plaza Álvarez (Gerona, 27 settembre 1958) è un allenatore di calcio a 5 spagnolo.

## Carriera
Nella stagione 2003-04, al terzo anno sulla panchina del Baix Maestrat, conduce i valenciani alla loro prima promozione in División de Honor.
Dopo 8 anni passati in varie squadre delle prime due divisioni iberiche, nel 2012 diventa allenatore della sezione B del Barcellona. Rimane per 4 anni, per poi essere designato come erede di Marc Carmona sulla panchina della prima squadra blaugrana. Nel 2018 vince il primo trofeo sulla panchina catalana, sconfiggendo il Jaén nella finale di Coppa del Re. Nell'agosto del 2021 viene nominato commissario tecnico dell'Arabia Saudita.

## Palmarès

### Club

#### Competizioni nazionali
- Campionato spagnolo: 2
Barcellona: 2018-19, 2020-21
- Coppa di Spagna: 1
Barcellona: 2018-19
- Coppa del Re: 1
Barcellona: 2017-18;  2018-19
- Supercoppa di Spagna: 1
Barcellona: 2019
- Segunda División: 1
Baix Maestrat: 2003-04

#### Competizioni internazionali
- UEFA Champions League: 1
Barcellona: 2019-20

### Individuale
- Futsal Awards: 2
Miglior allenatore di squadre maschili: 2019, 2020